# Encephalartos aemulans
Encephalartos aemulans — вид голонасінних рослин класу саговникоподібні (Cycadopsida).
Етимологія: лат. aemulans — «зрівнявшись», від дуже схожих насіннєвих і пилкових шишок.

## Опис
Рослини деревовиді; стовбур 3 м заввишки, 35 см діаметром. Листки довгочерешкові 120—200 см, світло або яскраво-зелені, високоглянсові, хребет жовтуватий, прямий, жорсткий; черешок прямий. Листові фрагменти ланцетні; середні — 12–15 см завдовжки, 16–18 мм завширшки. Пилкові шишки довжиною 1–4, яйцеподібні, жовті, 29–38 см, 14–18 см діаметром. Насіннєві шишки 1–4, яйцеподібні, від зелених до жовтих, довго 35–40 см, 20–23 см діаметром. Насіння довгасте, 25–30 мм, шириною 15–20 мм, саркотеста червона.

## Поширення, екологія
Вид є рідкісним у ПАР, в провінції Квазулу-Натал. Відомий з однієї життєздатної популяції в районі Vryheid. Рослини ростуть на пагорбі на висоті від 1000 до 1100 м. Дві старі чоловічі рослини були знайдені приблизно за 10 км звідти на висоті 600 м. Рослини воліють південну сторону скель пісковика на короткотравних луках. Рослини також ростуть нижче скель в багатих гумусом кам'янистих осипах, де особливо маленькі рослини були знайдені в більш тінистих умовах. Клімат з жарким літом і холодною зимою з можливим легким морозцем. Дощі 600-800 мм на рік, з літнім максимумом.

## Загрози та охорона
Рослини є уразливими до екологічних збурень. Збір був проблемою в минулому, хоча більша частина рослин зараз відбуваються в межах приватного заповідника. Однак заповідник не є безпечним від браконьєрів і власник вважає, що рослини і раніше зникають.